# Helius (Helius) oxystylus
Helius (Helius) oxystylus is een tweevleugelige uit de familie steltmuggen (Limoniidae). De soort komt voor in het Oriëntaals gebied.